# American Liberty League
L’American Liberty League (« Ligue américaine pour la Liberté ») était une organisation américaine créée en 1934 par des démocrates conservateurs tels que Al Smith, candidat malheureux à l'élection présidentielle de 1928, John W. Davis, John Jakob Raskob et des membres de la famille DuPont.
L'objectif de la ligue était de « Défendre et soutenir la Constitution », et de « Défendre le droit au travail, aux salaires, à l'épargne et à la propriété ». La ligue dépensa entre 500 000 et 1,5 million de dollars en campagne promotionnelle, à partir de fonds provenant essentiellement de l'entreprise DuPont, mais également d'autres grandes firmes comme U.S. Steel, General Motors, General Foods, Standard Oil, Birdseye, Colgate, Heinz Foods, Chase National Bank. En 1936, on dénombrait 125 000 sympathisants, qui offrirent leur soutien aux républicains en 1936. La plupart des personnes qui prirent part à cette organisation étaient ainsi des personnalités de premier plan du milieu d'affaires américain de l'époque.
En 1934, année de création de la ligue, Smedley Butler, ancien général des marines accusa l'ALL de vouloir renverser le président Franklin D. Roosevelt. Butler, ouvertement anti-capitaliste annonça ainsi lors d'un témoignage devant le Congrès des États-Unis que la ligue avait été créée spécialement dans l'optique d'un coup d'État paramilitaire, dans une version américaine de la Croix-de-feu française. Les conclusions finales du comité McCormack-Dickstein, chargé de statuer complot supposé contre FDR rendit compte des propos de Butler sur l'existence de la conspiration, mais aucune poursuite et aucune enquête supplémentaire ne furent menées. 